# Đỗ Kim Bảng
Đỗ Kim Bảng là một giáo viên và nhạc sĩ nhạc vàng trước năm 1975 tại miền Nam Việt Nam.

## Cuộc đời
Đỗ Kim Bảng sinh ngày 5 tháng 6 năm 1932 tại Huế nhưng quê gốc ở Quảng Nam. Thuở nhỏ ông sống với gia đình ở Đà Lạt & Huế. Thời gian này ông học đàn với Lê Quang Nhạc, nhạc lý với Văn Giảng, nhạc cổ truyền với Nguyễn Hữu Ba.
Năm 1951, Đỗ Kim Bảng xuất bản bài hát "Mùa thi". Bài này được Ban hợp ca Thăng Long chọn làm nhạc cảnh trình diễn ở Sài Gòn và Hà Nội trong năm 1954. Năm 1953, ông ra Hà Nội học Văn khoa và Cao đẳng sư phạm. Tại đây ông được nhạc sĩ Hùng Lân chỉ dạy thêm về nhạc lý.
Năm 1954, ông theo đoàn sinh viên miền Bắc Việt Nam di cư vào Nam để học tiếp Cao đẳng Sư phạm. Đến năm 1955, ông tốt nghiệp và được Bộ Quốc phòng cử phụ trách văn hóa trường Võ bị Quốc gia Đà Lạt cho đến năm 1960 thì nhập ngũ khoá 21 trường Bộ binh Thủ Đức. Sau khi mãn khoá với cấp bậc Chuẩn úy thì được điều về phòng văn nghệ Cục Tâm lý chiến phục vụ từ 1965–1969. Năm 1969, ông được Bộ Giáo dục biệt phái về trường Trần Lục dạy học cho đến tháng 4 năm 1975.
Sau sự kiện 30 tháng 4 năm 1975, ông bị bắt đi học tập cải tạo 4 năm ở Long Giao. Năm 1980, Đỗ Kim Bảng cùng vợ và con trai vượt biên thành công sang Hoa Kỳ. Tại Boston, Massachusetts ông tiếp tục dạy song ngữ cho đến lúc nghỉ hưu năm 1995. Từ năm 2000 đến nay, ông sống tại Little Saigon, miền Nam California.

## Sáng tác
Ông viết những bài hát đầu tiên vào khoảng năm 1950, bao gồm cả nhạc Phật giáo.
- Bước chân chiều Chủ Nhật (1963)[2][3]
- Chủ nhật buồn (1969)
- Khúc hát ngày mai
- Hẹn em mùa xuân thắm
- Gió sớm mùa xuân (1950)
- Mưa đêm ngoại ô[4][5]
- Mùa thương tay đợi mắt chờ (Đỗ Kim Bảng và Y Vân)[6]
- Mùa thi (1951)[7][8]
- Mục Kiền Liên[9]
- Muộn màng
- Những người đi giữ quê hương (trường ca)[a][10]
- Vòng tay giữ trọn ân tình (Đỗ Kim Bảng và Y Vân)[11]
- Sương đêm (Anh về đêm nay) (1963)
- Trắng đêm kỷ niệm
- Tháng ba đi hành quân[12]
- Tiếng hò thôn Vỹ[b]
- Xuân vẫn còn xuân (1968)
- Xin dìu nhau đến tình yêu[13]